# BBC Asian Network

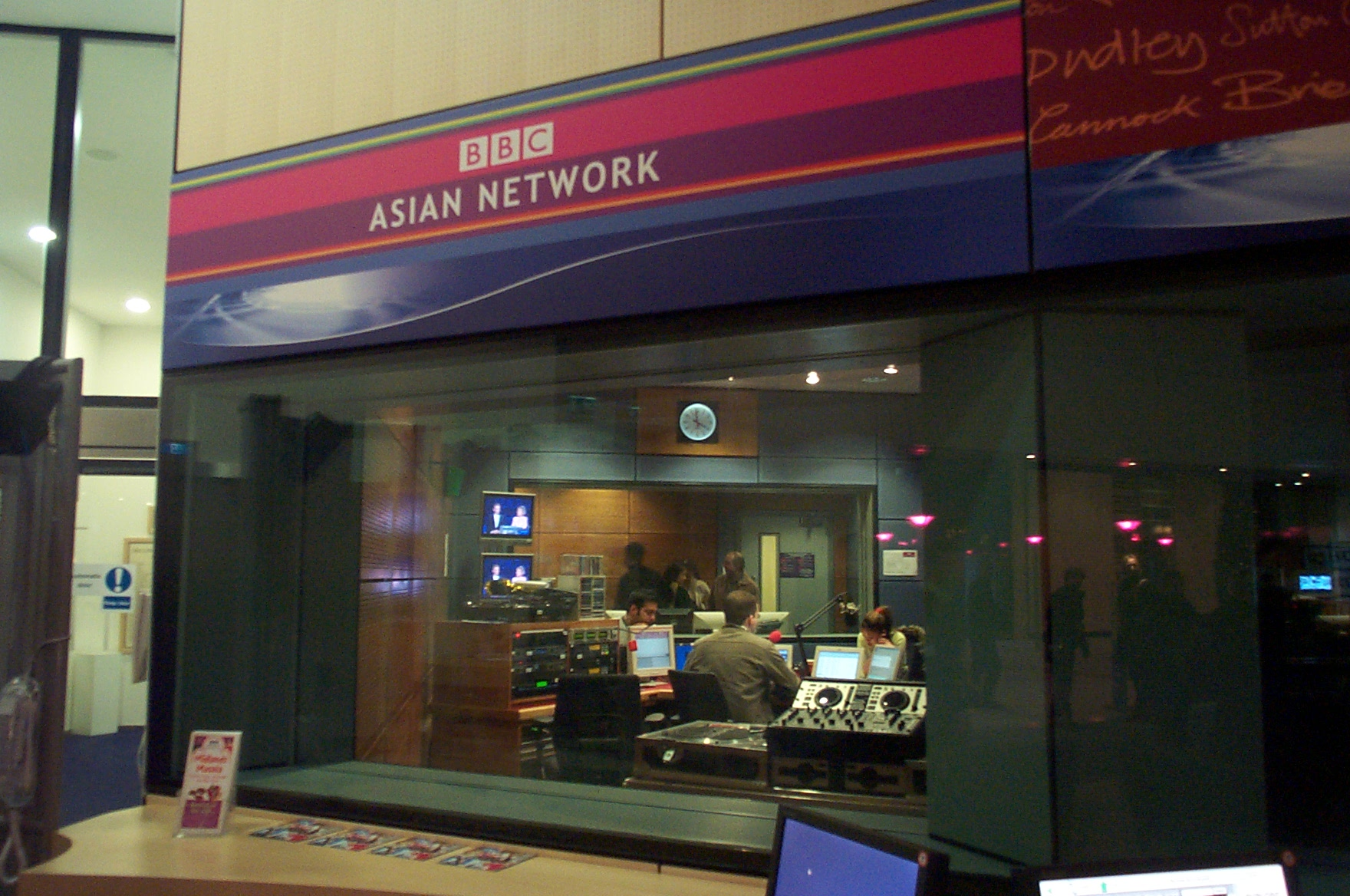
Studio de BBC Asian Network, dans le centre commercial The Mailbox, à Birmingham.

BBC Asian Network est une station de radio publique britannique de la BBC, basée à Birmingham, visant la communauté d'origine sud-asiatique du Royaume-Uni. 
Les programmes de la station de radio sont principalement orientés sur la vie, la culture et la musique d'Asie du Sud au Royaume-Uni. Produite dans les studios de la BBC Birmingham, branche de la BBC, elle est diffusée à l'échelle nationale via DAB, réseau de télévision satellite et câblés, TNT et Internet. Elle est également disponible dans les Midlands par l'intermédiaire des ondes moyennes, la région de Birmingham et au Leicester.

## Identitie visuelle

### Logos

Logo de BBC Asian Network de 2007 à 2009
Logo de BBC Asian Network depuis 2022